# Imperia Porto Maurizio
Imperia Porto Maurizio – stacja kolejowa w Imperii, w regionie Liguria, we Włoszech. Znajdują się tu 2 perony. Rocznie z usług stacji korzysta około 600 000 pasażerów